# Entre Ríos (banda)
Entre Ríos es una banda argentina de indie pop, nacida en el año 2000 en Buenos Aires, originalmente formada por Sebastián Carreras, Gabriel Lucena e Isol. Sebastián y Gabriel trabajaron juntos anteriormente en el dúo Tus hermosos, habiendo editado el CD Anatomía de Melancolía (1998).
Entre Ríos ha editado sus discos en Argentina, España, Estados Unidos y México, logrando más difusión en Argentina a partir de haber adaptado en 2005 la canción «Hoy No» (Sal - 2003) para una campaña publicitaria de la cerveza Quilmes, una de las más populares del país.
En 2005, luego de la publicación de Onda, Isol deja el grupo, y su lugar es ocupado por Paula Meijide para la presentación del disco, quien se queda en la banda hasta mediados de 2006.
Entre Ríos ha realizado giras por varios países además de Argentina: España (2002, 2003, 2004); Chile (2004, 2005, 2006); Colombia (2004); México (2004); Perú (2005) y Uruguay (2006).
Luego de una pausa de casi dos años el grupo comienza a grabar un nuevo disco a principios de 2008 con el aporte de diferentes voces. El disco se titula Entre Rios y cuenta con dos nuevas integrantes: Rosario Ortega en voz y Romina Dangelo en batería. El primer videoclip del disco se llama «Temprano».
Entre Ríos ha sido la banda pionera del género en Latinoamérica, y ha inspirado a otros grupos musicales posteriores, influyendo en gran medida con sus ritmos y estilo. 
En el año 2011 la banda deja de tocar en vivo con formato rock luego de la presentación de su disco Era.
Entre Ríos en el 2012 y 2013  estuvo produciendo canciones para la instalación audiovisual SAGA. Durante el 2013 el grupo realizó 4 intervenciones a modo de representación del concepto instalación, además de publicar el “Catálogo SAGA Intervenciones”, en CD homónimo (Ultrapop). Esto sucedió en galerías de arte de Buenos Aires.
En las intervenciones ENTRE RÍOS desarrolló una performance de sonido & visión donde el espectador podrá compartir la experiencia en un entorno de “instalación”. Cada una de las intervenciones llevó el nombre de una canción y esa canción fue deconstruida en vivo. Esto se hizo de acuerdo al concepto artístico a desarrollar en la instalación SAGA, seguido del repertorio de canciones del grupo, en cada intervención.

## Integrantes

### Entre Ríos 2014
- Sebastián Carreras
- Loló Gasparini
- Rosario Ortega
- Lucas DM
- Rosario Aless
- Bruno Giudice

### Entre Ríos 2013
- Romina D'Angelo: batería

- Julieta Brotsky: Voz

- Sebastian Carreras: Programaciones

- Paula Garcia:Programaciones

### 2010
- Romina D’Angelo: Batería
- Julieta Brotsky: Voz y moog
- Pablo Carreras: Bajo
- Gonzalo Campos: guitarras
- Sebastián Carreras: teclados, guitarras y voces

### 2009
- Rosario Ortega (voz)
- Romina D’Angelo (batería)
- Gonzalo Campos (guitarras)
- Sebastián Carreras (teclados, guitarras y voces)

### 2008
- Rosario Ortega (voz)
- Romina D’Angelo (batería)
- Gabriel Lucena (programaciones, instrumentos varios, arreglos)
- Sebastián Carreras (samplers y teclados)

### Desde 2005 hasta 2006
- Paula Meijide (voz y teclados)
- Gabriel Lucena (programaciones, instrumentos varios, arreglos)
- Sebastián Carreras (samplers y teclados)

### Hasta 2005
- Isol (voz)
- Gabriel Lucena (programaciones, instrumentos varios, arreglos)
- Sebastián Carreras (samplers y teclados)

## Discografía

### Litoral (EP, 2000)
1. Bajo
2. Litoral
3. Si fuimos
4. Por ti
5. Tuve

### Temporal (EP, 2001)
1. Lima
2. Primero de enero
3. Temporal
4. Idioma suave
5. Decime

Editado por Índice Virgen (Argentina)

### Provincia (2001)
1. Tuve
2. Solo soñaba
3. Litoral
4. Por ti

Editado por Elefant Records, en vinilo.

### Idioma suave (2002)
1. Rimas
2. Litoral
3. Tuve
4. Lima
5. Idioma suave
6. Decime
7. Hoy seguí
8. Alcancé
9. Solo soñaba
10. Si me alejaste
11. Primero de enero
12. Temporal
13. Litoral (remix)

### Sal (LP, 2002)
1. Salven las sirenas
2. Hoy no
3. Enormes
4. Si hoy
5. Loop
6. Universo
7. Subo
8. Campanas
9. Nunca
10. Más

### Sal (2003)
1. Salven las sirenas
2. Hoy no
3. Séptimo cielo
4. Sé porque
5. Si hoy
6. Loop
7. Universo
8. Subo
9. Campanas
10. Enormes
11. Nunca
12. Más

Editado por Elefant Records.
Nota: la edición estadounidense incluye también «Un poco de sed», tema que también puede ser encontrado en Modapop: Fantasías Veraniegas, Colección Elefant (2003-2004)

### Completo (2005)
Incluye las canciones de Litoral y Temporal, junto a siete temas inéditos en Argentina.
1. Litoral
2. Si fuimos (Incluye sample de "Wechsel Garland" «Gift»)
3. Tuve
4. Bajo
5. Por ti
6. Rimas
7. Solo soñaba
8. Lima
9. Primero de enero
10. Si me alejaste
11. Hoy seguí
12. Alcancé
13. Idioma suave
14. Decime
15. Temporal
16. Tuve (Remix)

Nota: La edición mexicana de "Zafra Música", incluye también el tema «Si me alejaste»; como pista 17, a manera de bonus track y sin mencionarlo en los créditos.

### Onda (2005)
1. Cerca & extraño
2. De tener
3. Ya no me sorprendés
4. Drama
5. Claro que sí
6. Odisea
7. La luna
8. Inocencias
9. Tantas veces
10. Sobra
11. Altas horas
12. Hoy no (Remix)

### Entre Ríos (2008)
1. Milagro
2. Tambor
3. Bajo suelo
4. Tal estas
5. Vengo
6. Habitando
7. Usas
8. Otra suerte
9. Tarde
10. Todo
11. Temprano
12. Liberación

### Apenas (EP, 2009)
1. Antena
2. Frontera
3. Pero Nunca
4. Otoño
5. Había una vez

### Era (2011)
1. Si aun
2. Paraná
3. Lo puesto
4. Antena
5. De mi
6. Frontera
7. Pero nunca
8. Cierto es
9. Cálido
10. Galope

## Videografía
1. Salven las sirenas
2. Si hoy
3. Hoy no
4. Altas horas
5. Temprano
6. Tambor
7. Paraná

## Información
1. Antes de ser Entre Ríos, Sebastian Carreras y Gabriel Lucena eran un dueto llamado: "Tus Hermosos".
2. El video de "Hoy No", es actuado por Franco la Pietra. No aparecen ni Isol, ni Paula.
3. Durante el receso de Entre Ríos después de la salida de Isol, Sebastian Carreras lanzó un álbum en solitario llamado: "UNO" bajo el seudónimo de "Ondo".